# نوبويوشي تامورا
نوبويوشي تامورا (باليابانية: 田村 信 喜)، من مواليد 2 مارس 1933 في أوساكا، اليابان، وتوفي 9 يوليو 2010 في سان ماكسيما في فرنسا، كان ممارس الايكيدو الشهير.
والده أستاذ معلم كندو. عند وفاة والده، قرر أن يذهب إلى موريهيه أويشيبا دوجو لدراسة لأيكيدو. أصبح تلميذا (أوشي ده شى) (uchi deshi) في عام 1953، وبعد أحد عشر عاما بعدها، ذهب إلى أوروبا، حيث استقر في فرنسا في عام 1964. ثم بدأ في تطوير ممارسة الأيكيدو، وأصبح المدير الفني الوطني (DTN) للإتحاد الفرنسي للايكيدو وبودو التي ثم إنشائها في سنة 1980.

## أعماله المنشورة
- National AIKIDO method (print), 1975 ACFA
- AIKIDŌ, Marseille 1986: AGEP; ISBN 2-9501355-0-1
- Aikido - Etikette und Weitergabe, (German Edition: ISBN 3-939703-50-8) Amazon-Germany ASIN: 3939703508
- Aikido - Etiquette et transmission. Manuel a l'usage des professeurs. Aix en Provence 1991: Editions du Soleil Levant, ISBN 2-84028-000-0

## روابط خارجية
- Maître TAMURA - École Nationale d'Aïkido